# 머큐리-아틀라스 8호
머큐리-아틀라스 8호는 미국 머큐리 계획의 5번째 유인우주선으로 콜사인은 시그마 7호다. 월리 시라가 1962년 10월 3일 탑승했고 9시간 동안 지구 궤도를 6번 회전하였다. 당시에는 미국의 유인 우주 비행 중 최장시간이었다.
머큐리-아틀라스 8호 계획이 1962년 2월 시작했을 때 지구 궤도를 6-7번 회전하는 것을 목적으로 했다. 미국 항공 우주국이 머큐리-아틀라스 8호 계획을 공식적으로 발표한 건 6월 27일이고 7월 말에 계획이 마무리됐다. 아틀라스 LV-3B 로켓과 관련한 문제가 발생하여 당초 계획보다 2주가 미뤄진 10월 3일 아침에 발사된 후 자동 및 수동 비행을 진행했다. 우주 비행이 끝난 후 태평양에 착륙했고 월리 시라는 에식스급 항공모함인 USS 키어사지 (CV-33)에 탑승했다.
우주비행사 월리 시라가 저중력 상태에서 9시간 동안 건강 문제를 겪지는 않았지만 구름이 많이 끼고 사진 노출 환경이 나빴기 때문에 지구 표면 관찰은 제대로 이뤄지지 못했다. 머큐리-아틀라스 8호가 발사됐을 때 쿠바 미사일 위기 때문에 대중들과 정계의 주목을 받지 못했다. 머큐리-아틀라스 8호는 중요한 기능 불능이 발생하지 않았고 예상보다 연료를 적게 사용했기 때문에 기술적으로는 성공적이었다. 이를 통해 머큐리 우주선의 능력이 입증됐고, 미국 항공 우주국은 머큐리 계획을 세울 때부터 목표였던 만 하루 동안의 우주 비행을 계획할 수 있게 됐다.

## 사진

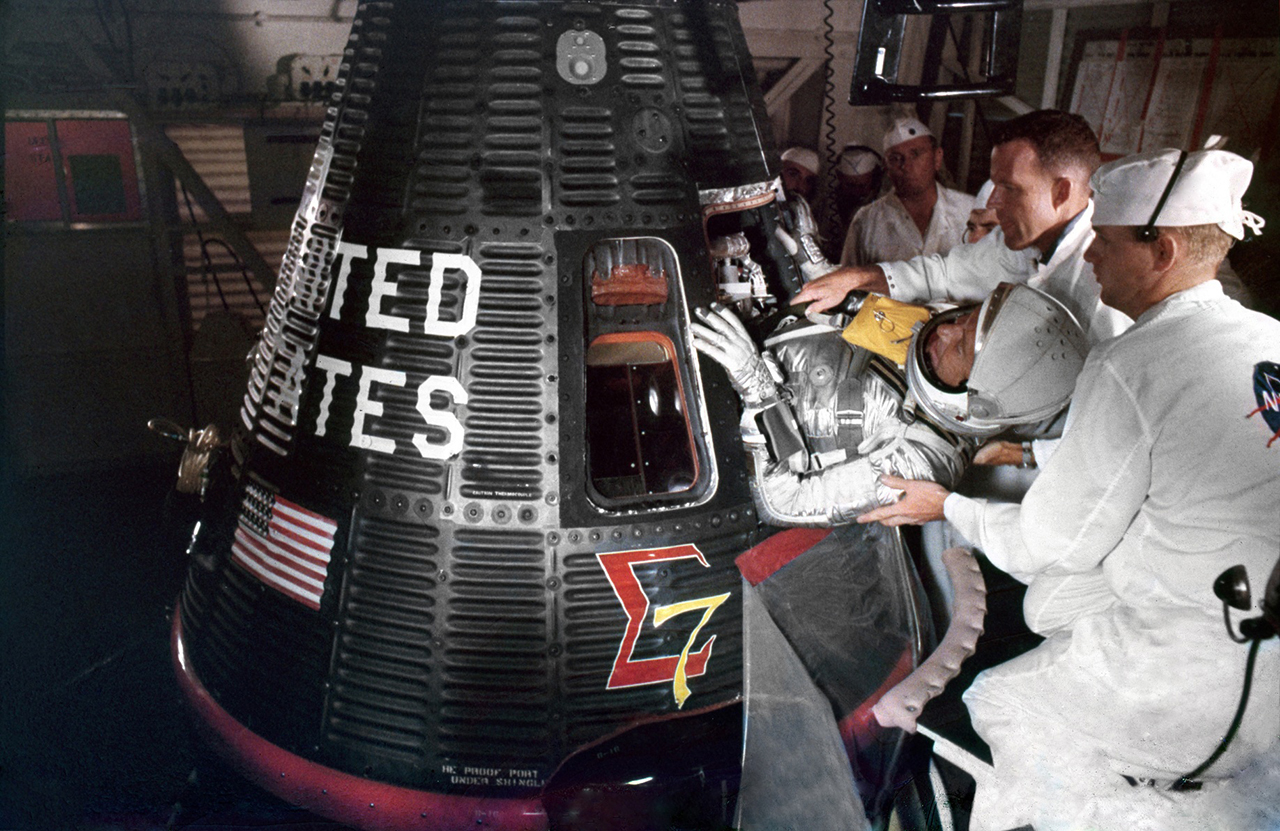
우주선에 탑승하는 월리 시라
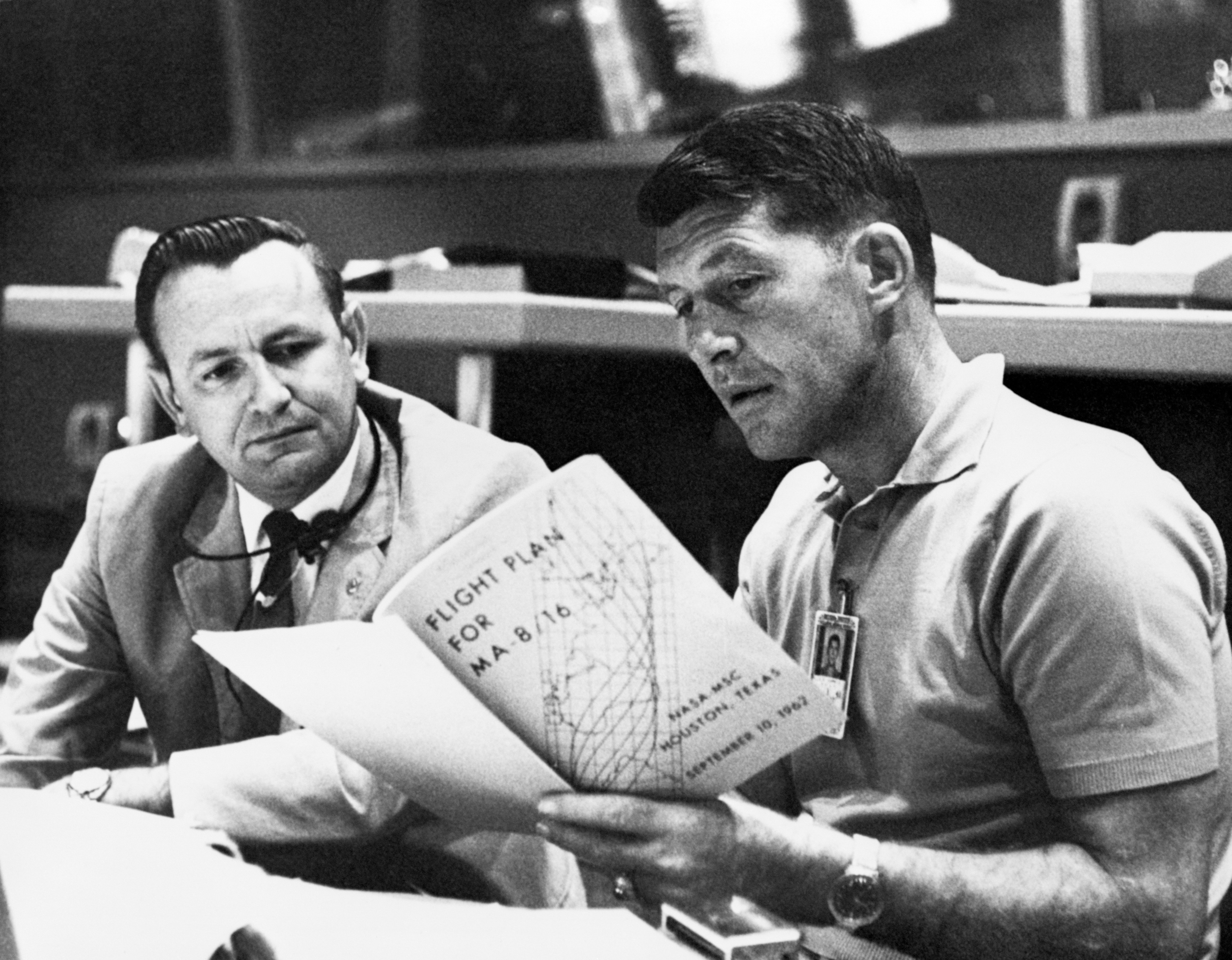
비행 감독 크리스 크래프트와 비행을 의논하는 월리 시라
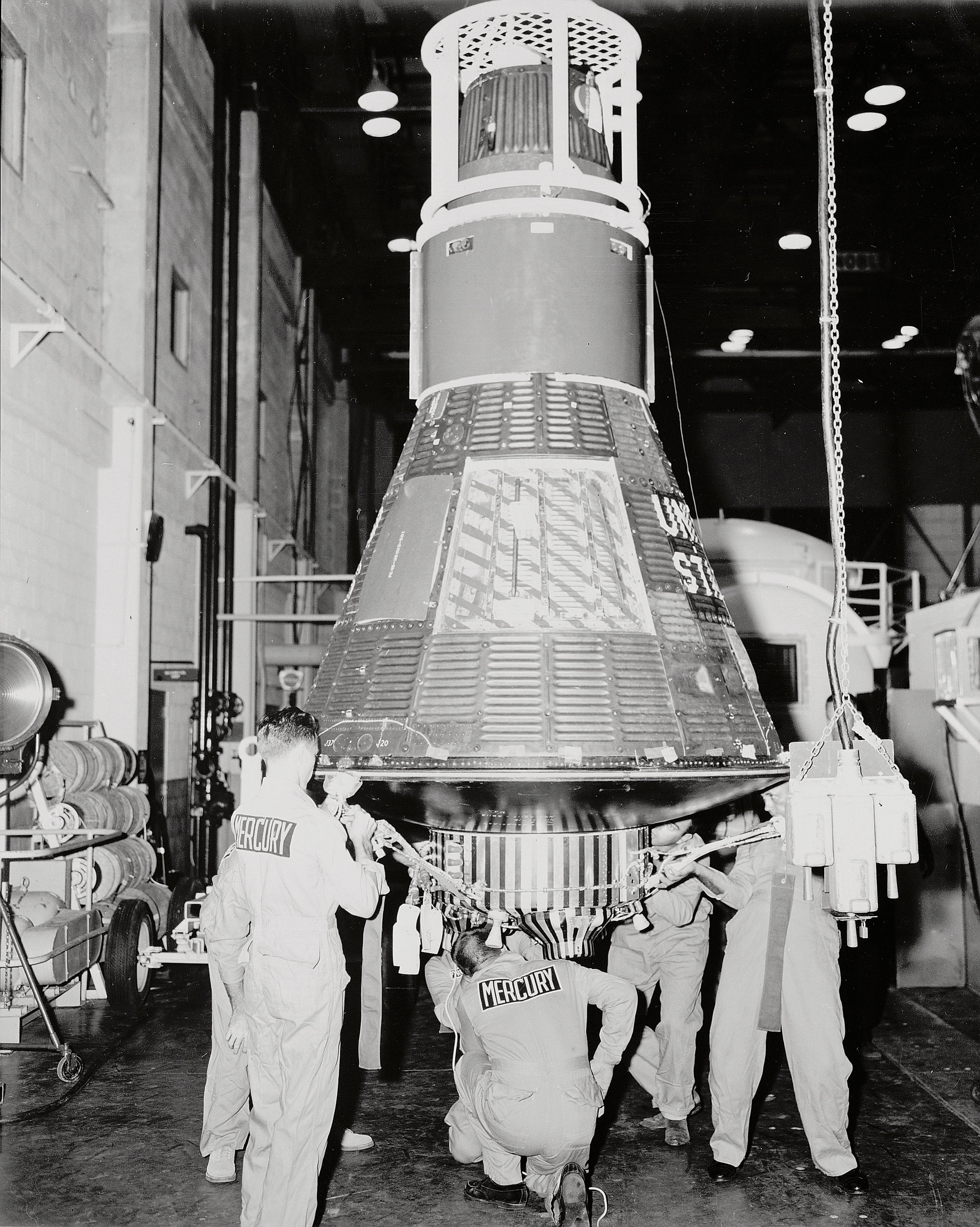
격납고에 보관된 시그마 7호
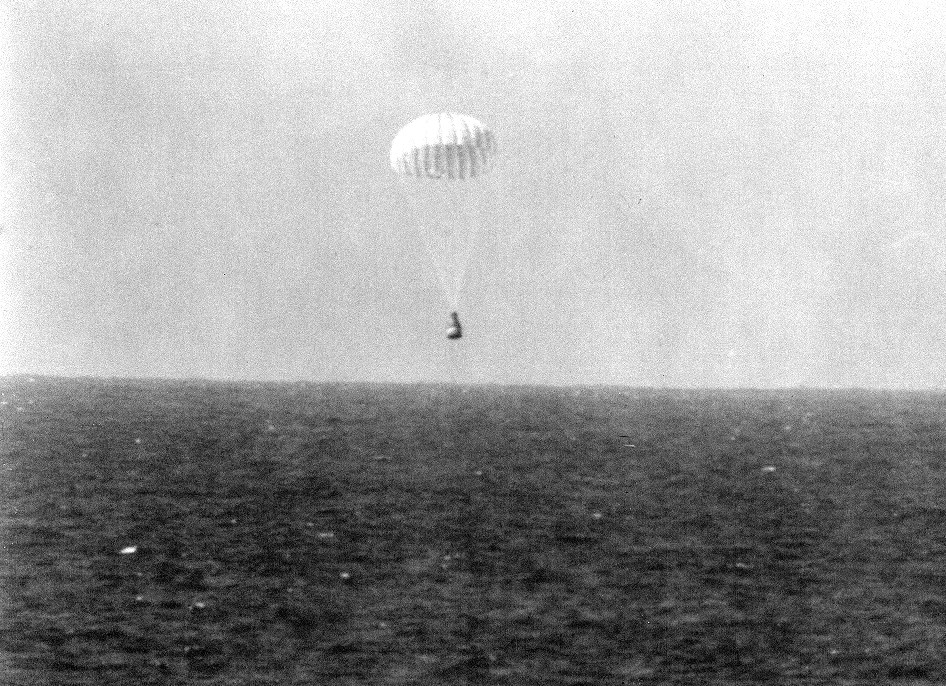
낙하산으로 착륙하는 월리 시라
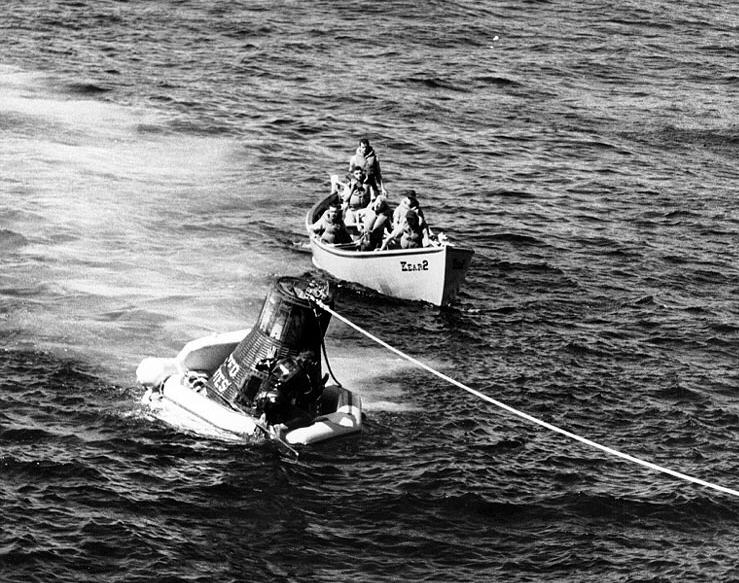
키어사지함에 인양되는 월리 시라
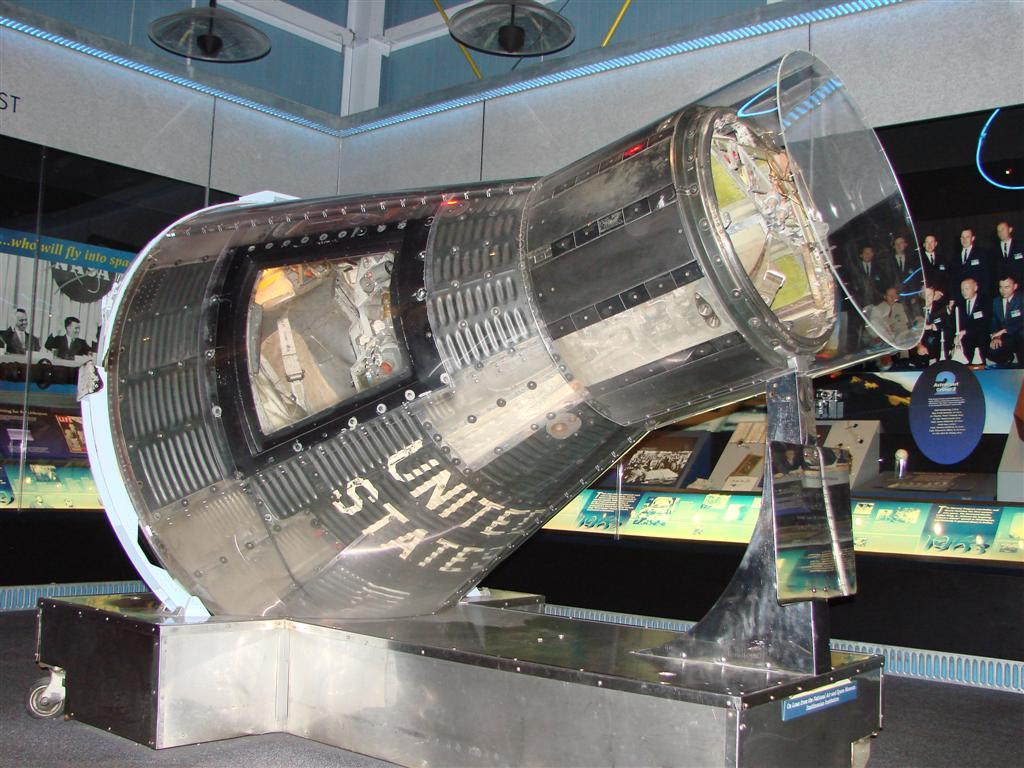
전시된 시그마 7호 우주선